# (1168) Brandia
(1168) Brandia ist ein Asteroid des Hauptgürtels, der am 25. August 1930 vom belgischen Astronomen Eugène Joseph Delporte in Ukkel entdeckt wurde.
Der Asteroid ist nach dem belgischen Mathematiker Eugène Brand benannt.